# Samsi
Samsi (també Shamsi; en àrab, "el meu Sol") va ser una reina àrab que va regnar en l'est d'Orient Pròxim en el segle VIII a.C. Va ser la successora de la reina Zabibe (en àrab, "Pansa"). Tiglatpileser III (Pileser (en babiloni, Pulu) fill de Ashur-nirari V), rei d'Assíria, va ser el primer governant estranger a sotmetre als àrabs sota el seu control. Quan Samsi es va rebel·lar contra ell unint-se a una aliança forjada per Rakhianu de Damasc, Pileser va atacar i va vèncer a Samsi, ordenant que ella i els seus socis de l'aliança li paguessin un fort tribut per a romandre en el poder. Samsi va governar més de vint anys i la va succeir la reina Iatie, aproximadament cap a 700 a.C.

## Història
Els registres neoassiris del segle viii aC indiquen diverses reines que van governar Qedar, una confederació de tribus nòmades àrabs i semítiques que anaven des del desert de Síria fins al Nil. Els qedarites també apareixen esmentats a l'Antic Testament i pels escriptors grecs i romans.
Zabibi (el seu nom significa "pansa" en àrab) va ser "Sarrat qur Aribi" (Reina dels àrabs) del 738-733 aC. Alguns han suggerit que formava part d'una dinastia de dones governants que incloïa la reina de Sabà, la misteriosa reina que va conèixer el rei Salomó a l'Antic Testament. Zabibi va governar com a vassalla que va pagar tribut al rei assiri Tiglath Pileser III. La seva successora va ser Samsi (en àrab, "sol").
Les cròniques assíries descriuen a la reina Samsi com una governant poderosa, prou intrèpida com per a afrontar als reis assiris en els anys 730 i 720 a.C. Ella i d'altres són esmentats com a governants de les regions més a l'oest d'Assíria que coneixien els reis assiris i hi tenien comerç d'espècies. Samsi i les seves predecessores i successores van dirigir ambaixades i caravanes que portaven espècies i encens a Orient Pròxim i Síria des de la península aràbiga.

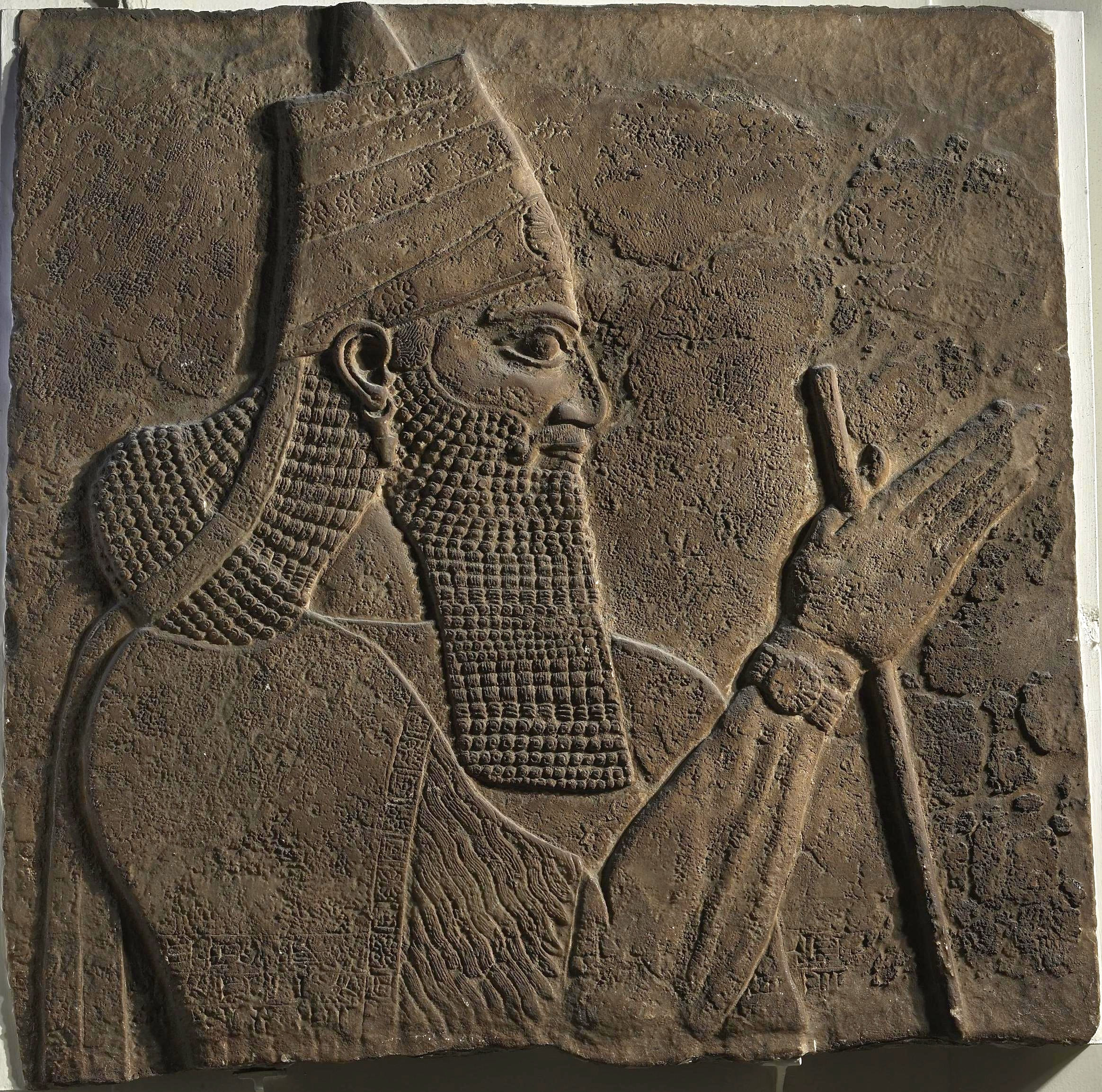
Tiglatpileser III.

Samsi havia arribat al poder com a vassalla d'Assíria, succeint a la reina àrab anterior Zabibe, que havia abdicat en favor de Samsi. El jurament de lleialtat de Zabibe va ser continuat per Samsi en pujar al tron; jurant pel sol (Shams), el déu d'Aràbia, que seria lleial a Assíria. TiglathPilessar va donar reconeixement formal a aquesta adhesió. Més tard va establir una aliança amb Rakhianu de Damasc i, junts, lideraren una debelió contra el rei assiri Tiglatpilesar III en 732 a.C.
L'exèrcit assiri sota el rei Tiglathpileser III (va regnar 745–727 a.C.) havia subjugat recentment la terra de Edom i ara dirigia la seva atenció a les forces antiassiries a Aràbia i Orient. Segons els registres assiris, Tiglathpilessar va atacar moltes àrees tribals àrabs i va vèncer a Samsi en la rodalia de la muntanya Sa-qu-ur-ri (un lloc no identificat). Els assiris van prendre molts presoners de guerra, 30.000 camells, i més de 20.000 bous com a botí. Una inscripció registra que 9.400 dels seus soldats van ser morts, i a més es van confiscar 5.000 sacs de diversos tipus d'espècies, altars de déus, armament que incloïa un bastó ornamental de la seva deessa Al-lat, i les seves propietats. Mentre fugia al desert, Tiglathpileser va calar foc a les tendes restants en el lloc de batalla.
Després de la seva derrota, els cronistes assiris diuen que Samsi va fugir del camp de batalla com una "onagra salvatge del desert". No va quedar en llibertat molt de temps, aviat va ser capturada i portada presonera a Tiglathpilessar. Ell va designar un qepu o governador sobre el seu territori i 10.000 soldats, i la va retornar al seu regne. També es diu que havia fugit a la terra de Bazu/Basu i, més tard, es va rendir. Els termes de la rendició a Tiglathpilessar van implicar un tribut que havia de pagar Samsi. Els assiris van decidir restaurar-la en el seu tron perquè necessitaven un governant àrab flexible per a mantenir la lucrativa ruta comercial nord-sud des del territori assiri a Aràbia. Altres set regnes implicats en el comerç àrab també havien de pagar tribut i proporcionar seguretat al seu comerç d'encens; aquests set regnes eren Massa, Tyma, Saba, Haiappa (Ephah), Badana, Hattia, i Idibi'dl. El tribut acordat a pagar pels àrabs incloïa or, plata, camells mascles i femelles, i tot tipus d'espècies.